# Rżawiec (rejon homelski)
Rżawiec (biał. Ржавец; ros. Ржавец, Rżawiec) – osiedle na Białorusi, w obwodzie homelskim, w rejonie homelskim, w sielsowiecie Pakalubiczy.
Rżawiec znajduje się przy porcie lotniczym Homel.